# 城际电车

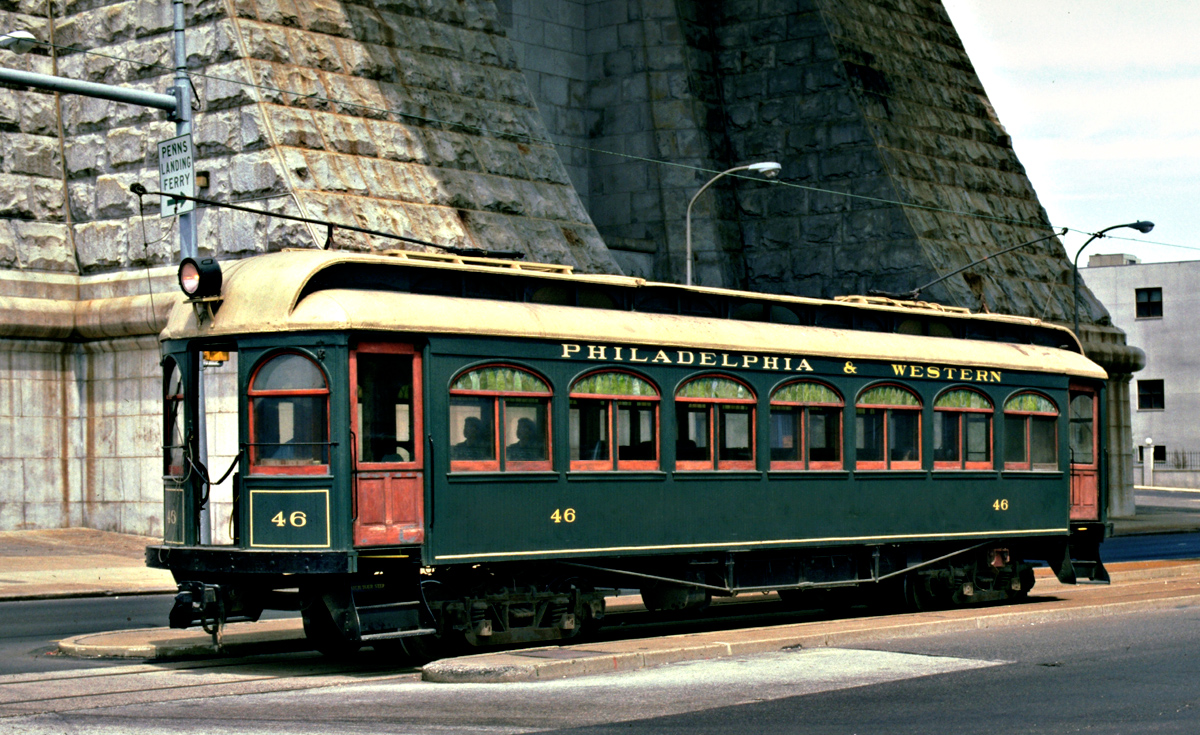
一辆美国滨州西方铁路的城际电车

城际电车是一种连结城市的公共交通系统，通常采用类似有轨电车的轻型铁路车辆。在美国、日本以及荷兰、比利时、波兰等国家曾建有大型的城际电车网络，部分城际电车线路运营至今。

## 定义
城际电车通常有以下四个特征:
- 由电动机驱动
- 以客运为主
- 列车规模、运行速度大于市内有轨电车
- 在城市中与道路交通混行，在郊区享有独立路权。

## 基础设施

### 路权
城际电车通常运行于公路之上或其两侧。在城市中，城际电车通常与道路交通混行，并与街道上现有的轨道交通系统共用路权。不同于传统的铁路，城际电车系统不必建设较长的路权专用区间。同时，城际电车相比普通铁路有更强的爬坡能力。

### 轨道
相比于传统铁路，城际电车通常采用较轻型的铁轨。多数城际电车采用标准轨，但也存在部分例外。 城际电车在城市中通常行驶于现有的有轨电车轨道上，若现有的轨道并非标准轨，城际电车便只得同样采用非标准轨或另行兴建通过城市的轨道。此外，部分城市为了阻止货运列车驶入城市街道，强制要求建设非准轨轨道。

### 电气化
在北美洲，城际电车的电气化方式通常与相连的有轨电车系统一致，一般为500至600V直流电。因此，城际电车在进入城市时无需改变电压便可直接使用有轨电车系统的接触网。部分城际电车系统为了减少长途输电中的电力损耗并减少变电站的数量而采用更高的电压，但维护成本也随之提升。
大多数城际电车通过受电杆或受电弓使用接触网供电，也有部分系统采用第三轨供电或同时采用二者。

## 各国的城际电车

### 美国
在美国，城际电车曾是1990至1925年间主要的城际与郊区的交通方式。1916年，美国已建有总长约15,580英里（25,070）的城际电车网络。城际电车在俄亥俄州、印第安纳州等地的快速扩张甚至严重影响了当地铁路公司的短途客运。在其巅峰时刻，城际电车曾是美国的第五大工业体。然而许多城际电车公司是依靠销售股票与债券而建立，缺乏足够的现金流，加之汽车工业在20世纪20年代崛起，许多城际电车公司纷纷倒闭，其余则在大萧条中破产，只有少数维持运营至50年代。至今，美国仅存的城际电车线路皆已升级为轻轨、地铁或城际铁路。

### 中国大陆
沈阳有轨电车5号线是中国大陆第一条跨市有轨电车线路。